# آلبرتو تاواتسی
آلبرتو تاواتسی (ایتالیایی: Alberto Tavazzi؛ ‏ ۲۵ مارس ۱۹۱۲ – ۲۲ آوریل ۲۰۰۶) کارگردان هنری، بازیگر، و نقاش اهل ایتالیا بود.
از فیلم‌هایی که وی در آن نقش داشته‌است، می‌توان به رم، شهر بی‌دفاع اشاره کرد.